# 拉绍米斯
拉绍米斯（法語：La Chaumusse，法語發音：[la ʃomys]）是法国汝拉省的一个市镇，属于圣克洛德区。

## 地理
拉绍米斯（46°35'37"N, 5°57'22"E）面积10.62 平方千米，位于法国勃艮第-弗朗什-孔泰大區汝拉省，该省份为法国东部内陆省份，北起上索恩省，西北接科多尔省，西临索恩-卢瓦尔省，南至安省，东与杜省和瑞士接壤。
与拉绍米斯接壤的市镇（或旧市镇、城区）包括：拉绍迪东比耶、福尔迪普拉讷、圣洛朗昂格朗沃、圣皮埃尔。

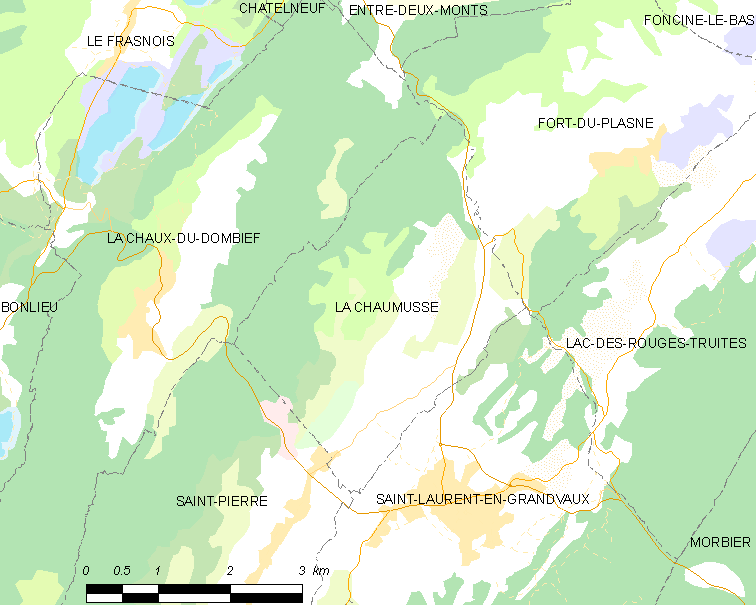
拉绍米斯的OSM定位图

拉绍米斯的时区为UTC+01:00、UTC+02:00（夏令时）。

## 行政
拉绍米斯的邮政编码为39150，INSEE市镇编码为39126。

## 政治
拉绍米斯所属的省级选区为圣洛朗昂格朗沃县。

## 人口

1962-2008年间拉绍米斯人口变化图示

拉绍米斯于2022年1月1日时的人口数量为391人。